# Colonia San Bartolomé
Colonia San Bartolomé är en ort i Argentina.   Den ligger i provinsen Córdoba, i den centrala delen av landet, 500 km nordväst om huvudstaden Buenos Aires. Colonia San Bartolomé ligger 125 meter över havet och antalet invånare är 1 104.
Terrängen runt Colonia San Bartolomé är mycket platt. Runt Colonia San Bartolomé är det glesbefolkat, med 14 invånare per kvadratkilometer.. Närmaste större samhälle är La Francia, 15,9 km nordost om Colonia San Bartolomé.
Trakten runt Colonia San Bartolomé består till största delen av jordbruksmark.